# Моріс (фільм)
«Моріс» (англ. Maurice) — фільм 1987 року режисера Джеймса Айворі за однойменним романом Е. М. Форстера, романтична історія початку двадцятого століття.

## Синопсис
Дія відбувається в Кембриджі до Першої світової війни, коли гомосексуальність у Великій Британії була заборонена. Клайв (Г'ю Грант), англієць-аристократ, довіряється однокурсникові та близькому другові Морісу (Джеймс Вілбі) у своїх почуттях до нього. Моріс, спочатку вражений заявою Клайва, через деякий час також зізнається йому в любові. Клайв вважає свою любов платонічної, називаючи її якоюсь інтелектуальною концепцією. Але почуття та наміри Моріса найсерйозніші. Протягом двох років між ними тривають романтичні стосунки, які вони намагаються приховувати від оточення. Але, урешті-решт, Клайв, боячись, що його викриють і засудять за гомосексуальність, вирішує припинити роман з Морісом і створити сім'ю. Моріс, який зовсім було занепав духом, через деякий час знайомиться з лісником Клайва, на ім'я Алек Скаддер (Руперт Грейвс), закохуючись в нього. Моріс і Скаддер вирішили ризикнути своєю репутацією і відкрито жити разом, як коханці.

## У ролях
| Актор               | Роль                             |
| ------------------- | -------------------------------- |
| Джеймс Вілбі        | Моріс Голл                       |
| Г'ю Ґрант           | Клайв Дарем                      |
| Бен Кінґслі         | Ласкер Джонс                     |
| Руперт Ґрейвс       | Алек Скаддер                     |
| Патрік Ґодфрі       | Сімкокс                          |
| Гелена Бонем Картер | епізодична роль (немає в титрах) |

## Нагороди
- Венеціанський кінофестиваль
  - 1987 — Кубок Вольпі у номінації «Найкращий актор» Джеймсу Вілбі і Г'ю Гранту
  - 1987 — «Срібний лев» («Найкращий режисер») Джеймсу Айворі
  - 1987 — «Золота Озелла» («Найкраща музика») Річарду Роббінсу
  - 1987 — номінація на «Золотого лева» («найкращий режисер») Джеймсу Айворі
- Оскар
  - 1988 — номінація «Найкращий дизайн костюмів» Дженні Біван, Джон Брайт (художники по костюмах)

## Цікавинки
- Г'ю Грант розповів, що завдяки тому, що вони з Джеймсом Вілбі вже були знайомі та працювали разом у фільмі Privileged (1982), вони змогли прорепетирувати свої сцени разом в будинку Гранта вночі перед прослуховуванням Вілбі. Актор каже, що він пам'ятає, що "це був сюрприз для мого брата-банкіра, коли він прийшов додому і побачив як ми з Джеймсом Вілбі цілуємося в передній кімнаті".